# Ploštine
Ploštine (1910-ig Khuenovo Selo, olaszul: Plostine) falu Horvátországban Pozsega-Szlavónia megyében. Közigazgatásilag Pakráchoz tartozik.

## Fekvése
Pozsegától légvonalban 47, közúton 62 km-re, községközpontjától légvonalban 8, közúton 11 km-re északnyugatra, Nyugat-Szlavóniában, a Bijela-patak mellékvize az Orliovac-patak völgye felett fekszik. Nyugatról Kapetanovo Polje, délről Toranj, keletről Donji Obrijež határolja.

## Története
A település a 19. század második felében keletkezett Obrijež nyugati, Tomin brdo nevű határrészén, a pakráci uradalom területén. Első lakói 1876-ban a Dolomitok aljáról, Belluno környékéről betelepült olaszok voltak. A településnek 1890-ben 352, 1910-ben 424 lakosa volt. 1910-ben a népszámlálás adatai szerint lakosságának 98%-a olasz anyanyelvű volt. Pozsega vármegye Pakráci járásának része volt. Az első világháború után 1918-ban az új szerb-horvát-szlovén állam, majd később (1929-ben) Jugoszlávia része lett. 1991-ben lakosságának 84%-a olasz, 12%-a horvát nemzetiségű volt. 2011-ben 108 lakosa volt.

## Lakossága
| Lakosság változása | Lakosság változása | Lakosság változása | Lakosság változása | Lakosság változása | Lakosság változása | Lakosság változása | Lakosság változása | Lakosság változása | Lakosság változása | Lakosság változása | Lakosság változása | Lakosság változása | Lakosság változása | Lakosság változása | Lakosság változása |
| ------------------ | ------------------ | ------------------ | ------------------ | ------------------ | ------------------ | ------------------ | ------------------ | ------------------ | ------------------ | ------------------ | ------------------ | ------------------ | ------------------ | ------------------ | ------------------ |
| 1857               | 1869               | 1880               | 1890               | 1900               | 1910               | 1921               | 1931               | 1948               | 1953               | 1961               | 1971               | 1981               | 1991               | 2001               | 2011               |
| 0                  | 0                  | 0                  | 352                | 431                | 424                | 463                | 497                | 568                | 536                | 425                | 369                | 288                | 224                | 198                | 108                |

## Kultúra
A település kulturális egyesülete a „Liberta” Ploštine olasz kulturális egyesület, mely összejöveteleit a kultúrházban tartja. Az egyesület minden évben megrendezi hagyományos őszi fesztiválját, melyen az olasz gasztronómia egyik ételkülönlegességével, a lószalámival ismerkedhetnek meg a résztvevők. A rendezvény kultúrműsorában az olaszok mellett Horvátország más nemzeti kisebbségei is bemutatkozási lehetőséget kaptak. Az egyesület ápolja a helyi hagyományokat, olasz nyelvtanfolyamokat, kirándulásokat szervez. Minden évben megrendezi a „Giro Liberta” kerékpárosversenyt.

## Oktatás
Az egykori iskola épületében ma múzeum működik. A helyi gyermekek Pakrácra járnak iskolába.